# 武新宇

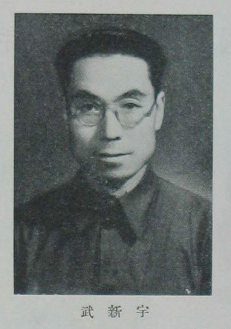
武新宇近照

武新宇（1909年—1989年），曾用名武杰、武汉三，男，山西阳高人，中华人民共和国政治人物。

## 生平
1923年，武新宇考入北京师范大学，随后担任中共北平市西城区委委员、师大党支部委员。1927年，在开封一师、通州女师、太原成成中学等学校教书，先后任中共北平市、太原市教育劳动者联盟书记，北平市文总党团成员。1932年，在太原组织抗日反帝同盟会。1934年，被阎锡山通缉被迫流亡日本，随后在北平民国大学教书，任中共北平市教联书记、文总党团成员。抗日战争爆发后，其担任山西战地总动委分配部副部长、党团成员，晋察绥边区工作委员会主任、中共大青山特委书记、绥远省委宣传部长。1939年，抵达陕北延安任毛泽东办公室秘书。1942年，任晋绥任边区行署副主任、主任，党组书记，中共晋绥分局常委。第二次国共内战期间，担任晋南行署主任、中共晋南工委书记。
中华人民共和国成立后，其任中华人民共和国内务部副部长、党组副书记。随后担任第二届全国人大常委会委员、副秘书长、机关党组副书记、书记，负责主持全国人大常委会机关工作，并参与制定《全国人民代表大会组织法》、《地方各级人民代表大会和地方各级人民委员会组织法》、《人民法院组织法》、《人民检察院组织法》等法的制定工作，并具体主持起草《中华人民共和国刑法》。此后担任法制委员会副主任兼秘书长和法律室主任，全国人大常委会机关党组书记，中央政法委员会委员，中国法学会第一任会长，第六届全国人大常委会委员长会议特邀顾问。1980年代，担任中顾委委员。